# Drakfiskar
Drakfiskar (Stomiidae) är en familj av fiskar som ingår i ordningen drakfiskartade fiskar (Stomiiformes). Enligt Catalogue of Life omfattar familjen Stomiidae 280 arter. Fishbase listar 287 arter.
Familjens medlemmar förekommer i Atlanten, Indiska oceanen och Stilla havet. De har oftast en mörk kroppsfärg. Det vetenskapliga namnet är bildat av det grekiska ordet stoma (mun).

## Taxonomi
Släkten enligt Catalogue of Life:
- Aristostomias
- Astronesthes
- Bathophilus
- Borostomias
- Chauliodus
- Chirostomias
- Echiostoma
- Eupogonesthes
- Eustomias
- Flagellostomias
- Grammatostomias
- Heterophotus
- Idiacanthus
- Leptostomias
- Malacosteus
- Melanostomias
- Neonesthes
- Odontostomias
- Opostomias
- Pachystomias
- Photonectes
- Photostomias
- Rhadinesthes
- Stomias
- Tactostoma
- Thysanactis
- Trigonolampa

Fishbase listar ytterligare ett släkte.